# Grünbrust-Mangokolibri
Der Grünbrust-Mangokolibri (Anthracothorax prevostii) oder Grünbrustmango ist eine Vogelart aus der Familie der Kolibris (Trochilidae). Die Art hat ein großes Verbreitungsgebiet, das sich über Teile der Länder Mexiko, Guatemala, Belize, El Salvador, Costa Rica, Nicaragua, Kolumbien, Venezuela, Ecuador und Peru erstreckt. Der Bestand wird von der IUCN als „nicht gefährdet“ (least concern) eingeschätzt.

## Merkmale

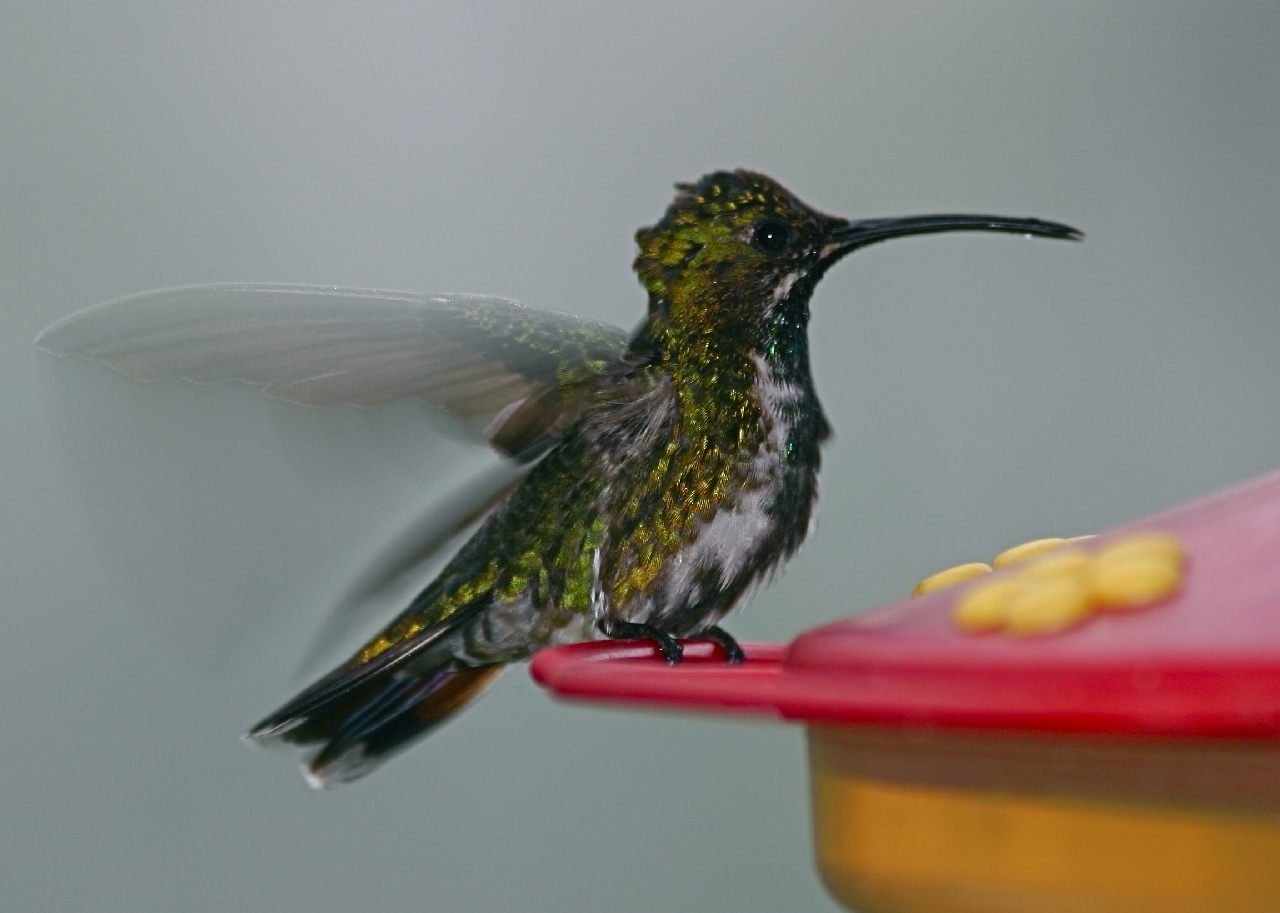
Grünbrust-Mangokolibri ♀

Der Grünbrust-Mangokolibri erreicht eine Körperlänge von etwa 11,5 bis 12 cm, wobei der Schnabel ca. 1,33 bis 1,5 größer als der Kopf ist. Der Schnabel des Männchens ist schwarz. Die schwarze Kehle wird von einem glitzernden blaugrünen bis bläulichen Bart und Brust gesäumt. Gelegentlich geht das Schwarz der Kehle in die Färbung des Brustbereichs über. Der Rest der Unterseite ist blaugrün, die Seiten grün. Die Unterschwanzdecken sind dunkel lila. Der Oberkopf, der Nacken und der Ohrbereich sowie die Oberseite sind tief grün. Die zentralen Steuerfedern sind dunkel bronzegrün, der Rest des Schwanzes lila bis rötlich lila. Die Steuerfedern sind schwarz gesäumt. Beim Weibchen sind die Kehle und die Hälfte der Unterseite weißlich mit einem schwarzen Strich am Hals, der glitzernd blaugrün nach unten wird. Das Kinn ist weiß, die Seiten bzw. Flanken grün. Die Unterschwanzdecken wirken dunkel mit breiten weißen Säumen. Der Oberkopf, die Ohrdecken, der Nacken und die Oberseite sind wie beim Männchen grün. Die zentralen Steuerfedern sind dunkel bronzegrün, der Rest des Schwanzes blauschwarz mit weißen Flecken, oft mit einem breiten violetten Band an der Basis. Immature Grünbrust-Mangokolibris ähneln den Weibchen, doch sind das Kinn und der obere Bereich der Kehle komplett weiß mit gelegentlichen schwarzen Flecken. Die weißen Säume an der Kehle und Brust sind zimtfarben bis braun. Die äußeren Steuerfedern der männlichen Exemplare haben eine deutliche violette Basis.

## Lebensweise
Normalerweise sitzt der Grünbrust-Mangokolibri auf dickeren Ästen und Zweigen. Hier baut er auch sein Nest. Sein Futter holt er sich von den unteren bis in die oberen Straten. Dabei spreizt er seinen Schwanz. Die Brutzeit des Grünbrust-Mangokolibris dauert an den atlantischen Hängen von März bis Juni, im Osten von El Salvador von Oktober bis Februar.

## Lautäußerungen
Der Ruf des Grünbrust-Mangokolibris klingt wie ziemlich hartes Gezirpe, das er von Zeit zu Zeit beständig wiederholt und wie tschik, tschik, tschik klingt. Gelegentlich gibt er ein hohes, scharfes Sip oder Sik von sich bzw. ein hohes, schrilles relativ dünnes Zwitschern im Jagdflug. Dieser hohe dünne Ruf klingt dann wie Tsi si-si-si-si-si. Meist ist diese Art aber ruhig.

## Verbreitung und Lebensraum

Verbreitungsgebiet des Grünbrust-Mangokolibris

Der Grünbrust-Mangokolibri bevorzugt halboffenes Gelände mit verstreuten einzelnen hohen Bäumen, Waldrändern und Lichtungen.

## Unterarten
Es sind fünf Unterarten bekannt:
- Anthracothorax prevostii prevostii (Lesson, RP, 1832)[3] – die Nominatform kommt im Osten Mexikos über Guatemala, Belize und El Salvador vor.
- Anthracothorax prevostii gracilirostris Ridgway, 1910[4] ist von El Salvador bis ins zentrale Costa Rica verbreitet.
- Anthracothorax prevostii hendersoni (Cory, 1887)[5] kommt auf San Andrés und Providencia östlich von Nicaragua vor.
- Anthracothorax prevostii viridicordatus Cory, 1913[6] ist im Nordosten Kolumbiens und dem nördlichen Venezuela verbreitet.
- Anthracothorax prevostii iridescens (Gould, 1861)[7] kommt im Westen Kolumbiens, dem Südwesten Ecuadors und dem Nordwesten Perus vor.

Der Status von A. p. iridescens ist in der Wissenschaft umstritten. So sehen einige Autoren diesen Kolibri als Unterart des Schwarzbrust-Mangokolibri (Anthracothorax nigricollis (Vieillot, 1817)) und wieder andere Autoren gar als eigene Art Anthracothorax iridescens.

## Etymologie und Forschungsgeschichte
René Primevère Lesson beschrieb den Grünbrust-Mangokolibri unter dem Namen Trochilus prevostii. Das Typusexemplar hatte er von Florent Prévost erhalten, ohne zu wissen aus welchem Gebiet Südamerikas es stammte. Bereits 1831 führte Friedrich Boie die Gattung Anthracothorax ein. Erst später wurde auch der Grünbrust-Mangokolibri der Gattung zugeordnet. Dieser Name leitet sich vom griechischen ἄνθραξ, ἄνθρακος ánthrax, ánthrakos für „Kohle, kostbarer Stein“ und θώραξ, θώρακος thōrax, thōrakos für „Brust“ ab. Der Artname ist dem Wissenschaftler gewidmet, von dem Lesson das Typusexemplar erhalten hatte. Hendersoni ist Robert Henderson (1860–1918) gewidmet, der im Auftrag der Smithsonian Institution auf den Westindischen Inseln gesammelt hatte. Iridescens lässt sich vom lateinischen Wort für iridescentis für „schillernd, schimmernd“ oder iris für „Regenbogen“ ableiten. Viridicordatus leitet sich vom lateinischen viridis für „grün“ und cordis für „Herz“ ab. Gracilirostris ist ein lateinisches Wortgebilde aus gracilis für „schlank“ und -rostris, rostrum für „-schnäbelig, Schnabel“.